# 화투

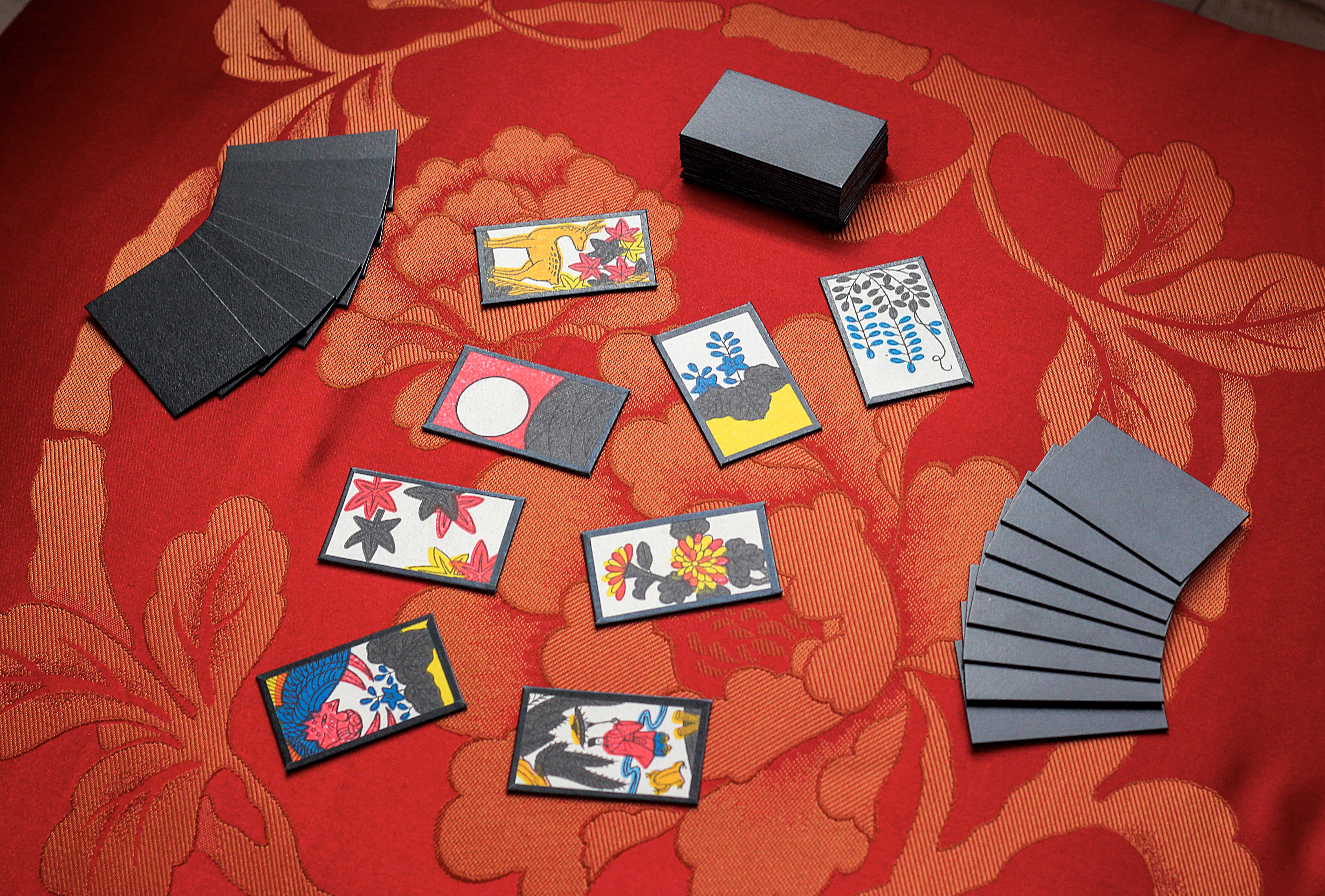
코이코이를 하기 위한 하나후다의 전형적인 설정

화투(花鬪)는 12달을 상징하는 12종류의 카드가 한 종류당 4장씩으로 하여 총 48장으로 구성되어 있는 놀이 도구이며 이것을 이용한 놀이를 통칭하는 말이다. 포르투갈의 ‘카르타(carta) 놀이 딱지’가 일본에 전해진 것을 일본인들이 이와 비슷한 하나후다(일본어: 花札)를 만들어 사용했는데, 이것이 19세기 경 조선으로 전해진 후 변형되어 현재에 이르렀다.
화투가 한국에 들어온 후 급속히 전파되어 오늘날 가장 대중적인 민속놀이가 되어있으나 본래는 우리나라의 전통 민속 놀이가 아니다.  놀이 방법은 다양한데 그 중에 한국인들이 가장 좋아하는 놀이는 단연 고스톱(맞고)이다. 고스톱은 1950년대에 일본에서 개발된 후, 한국에 유입되어 1970년대 중반 이후에 대중화되었다.
일본의 대표적인 게임기 제조업체인 닌텐도가 1889년에 창업 이후 일본식 화투인 하나후다(はなふだ)를 생산하였고 야쿠자에 의해 도박사업이 활성화 되자 크게 성장하였던 역사가 있다. 현재와 같이 플라스틱으로 만들기 시작한 것은 한국 업체이고, 닌텐도는 거의 생산을 하지 않고 있으며 한국에서 수입하고 있다. 현대 일본에서는 과거와 달리 화투를 명절에나 하는 민속놀이일 뿐 대중적인 게임은 아니다.

## 역사

### 화투의 기원
화투는 한국의 민속놀이로 분류되기도 하지만 한국 고유의 오락이 아니라 19세기 경 일본에서 들어온 것이다. 그러나 전파자나 화투에 관한 명칭이나 발생, 전달 과정을 정확하게 알 수 없다. 대체로 16세기 후반 경에 포르투갈 상인들에 의해 일본에 전래된 ‘카르타(carta)놀이 딱지’가 변형된 후 조선에 전래된 것으로 추정하고 있다.
1529년, 스페인과 포르투갈 사이에 사라고사 조약(Treaty of Zaragoza)이 체결된 후, 동방무역과 선교는 포르투갈이 주도했다. 16세기 중반에 포르투갈 왕 주앙 3세가 동방에 파견한 예수회 선교사에 의해 일본에 카톨릭이 전래되면서 양국 간에 무역이 활성화 되었다. 이때 일본에 무역차 출입하던 포르투갈 상인들에 의해 ‘카르타(carta)'가 전해졌을 것으로 보인다. 일본인들은 ‘카르타(carta)를 본떠 하나후다(일본어: 花札 はなふだ)를 만들어 사용하였고, 이것이 19세기 경이나 일제 강점기 때 조선으로 전해졌다고 알려져 있다. 이 하나후다가 1950년 경에 한국에서 디자인이 변형되어 대중에게 보급되었다.
중국의 환관인 채륜이 AD 105년에 제지술을 발명한 이래 중국에는 두꺼운 종이로 만든 카드 게임이 만들어져 유행했다. 이것이 실크로드를 타고 유럽에 전래되었다가 대항해 시대가 열리면서 포르투갈인들에 의해 동양에 다시 전래된 것으로 보인다.

### 하나후다
화투의 원형인 일본의 전통 카드 게임인 하나후다(일본어: 花札)는 하나카루타(일본어: 花かるた)라고도 부른다. 일본에 하나후다가 시작된 시기는 16세기 후반으로 보고 있다. 당시 일본은 포르투갈과 대대적으로 무역을 시작한 시절에 포르투갈 선교사를 통해 트럼프가 전해지게 되어 이것이 가루타의 일종인 ‘텐쇼-가루타(天正カルタ)’로 불리게 된다. 가루타는 카드를 뜻하는 포르투갈어 카르타(carta)에서 유래하였으며 훗날 여기에 한자를 도입하여 ‘가류다(歌留多)’, ‘가류다(加留多)’, ‘곳파이(골패,骨牌)’등으로 불리기도 하였다.
1791년 에도막부는 간세이 개혁의 일환으로 도박성이 큰 가루타(カルタ) 금지령을 내린후 단속하였다. 단속을 피하기 위해서 그림을 바꾼 새로운 가루타가 만들졌는데, 이것이 하나후다(はなふだ)의 원형이 되었다. 물론 훗날 하나후다도 수차례 금지령이 떨어지기도 했다. 세계적인 게임기 제조사가 된 닌텐도(にんてんどう)도 1889년에 하나후다(はなふだ)를 만드는 회사로 출발하였다. 마침 야쿠자가 개설한 전국의 도박판에서 속임수 방지차원에서 새판이 시작할 때마다 화투를 교체했기 때문에 수요는 폭발적이었고, 닌텐도는 크게 성장하였다. 그러나 일본의 하나후다는 제2차 세계대전 이후로는 정월에만 특별히 하는 놀이가 되면서 즐기는 인구가 줄어들고 말았다.

### 국내 유입
19세기 후반에 쓰시마섬 상인들에 의해 하나후다(はなふだ)가 조선에 전해져 퍼진 것으로 여겨진다. 임진왜란 때 일본인이 가져왔다는 설도 있지만  일본 상인들이 항구를 통해 19세기 말 조선에 퍼뜨렸다는 설이 유력하다. 이후 일본인이 조선 땅에 거류지를 만들고 이곳에서 일본인들이 화투 노름을 하면서 더욱 확산됐다고 보고 있다. 유입 초기에는 일본 하나후다와 유사하게 종이에 인쇄된 것을 사용하였다.

### 일제 강점기
화투는 일제 강점기 때 이미 서민층에게 널리 퍼져서 여러 문화에 영향을 주었다. 운수띠기 등으로 진화하면서 점풍의 성격을 갖기도 했고, 화투타령(화투풀이) 등의 신 민요로 전승되기도 하였다. 화투타령(화투가)은 화투의 그림을 월별에 따라 해학적으로 풀이한 민요인데, 달마다의 특색을 대표되는 꽃을 소재로 하고 있다. 민초들의 정서를 담아낸 <화투타령>은 일제 강점기때 많이 불린 것으로 보인다. 가사를 살펴보면, 화투의 1(솔)부터 12(비)까지를 각 달과 연결해 식민지 백성의 ‘허무한 삶’을 읊으며 무력감을 드러내고 있는 것을 볼 수 있다. 그런데 일제 강점기 말기에는 항일, 반일의 민족적 감정으로 화투를 하지 않았다.

### 광복 이후
광복후 화투패의 그림이 왜색이 짙다는 이유로 거의 사용하지 않았다. 그러던 중 1950년대에 현재와 같이 디자인이 변경되었다. 이 과정에서 기존의 종이 재질이라 쉽게 훼손되는 문제를 보완하기 위해 종이에서 플라스틱으로 재질을 교체하고 두께도 얇아졌다. 또한 대량생산시 생산단가를 낮추기 위해 그림을 단순화하고 4가지 색상만 사용하는 것으로 변경되었다. 이후 다시 보급되기 시작한 화투는 오늘날 가장 대중적으로 이용되는 노름 도구가 되었다. 이로인해 노름의 판도가 바뀌어 옛날식 투전은 자취를 감추게 되었고 화투를 이용한 놀이들이 도박의 전형으로 토착화 되었다. 또한 하나후다(はなふだ) 보다 한국식 화투가 실용성이 뛰어났기에 일본에 역수출 되기도 하였다.

### 고스톱의 보급
화투놀이 종류에는 여러 가지가 있다. 민화투(또는 늘화투), '육백(600)', '짓고땡', '섯다', '고스톱', '월남뽕' 등 다양하며, 2∼4명이 노는 것이 보통이나 '섯다' 등은 10명도 놀 수가 있다. 그 밖에 아낙네나 노인들이 재미로 하는 '재수보기'와 '운수띠기'가 있다. 여러놀이 방법 가운데 한국인들이 가장 좋아하는 놀이는 단연 고스톱이다. 고스톱은 1950년대에 일본에서 개발된 것으로 알려져 있다. 고스톱이 언제 한국에 들어온 지는 정확하게 알 수 없으나 60년대 말에 알려지기 시작하였으며, 70년대 중반 이후에 널리 알려지면서 화투놀이의 대표주자의 자리를 차지하게 되었다.

### 정치 풍자
1980년대에는 사회적 상황을 반영한 정치풍자 고스톱이 새로운 규칙으로 등장하였다. 이른바 싹쓸이 규칙과 거기에 따른 변형규칙, 즉 전두환 고스톱을 기점으로 정계 거물급 인물들의 정치행태가 고스톱의 규칙으로 반영되기도 하였다. 화투의 전승양상은 곧 우리 역사와 사회문화적 변화의 다양한 국면을 상징적으로 드러내고 있으며, 정치, 사회, 경제적으로 힘겨웠던 시간을 달래주었던 대중적 놀이로서 성격을 보여준다. 또한 전두환 고스톱 등에서도 알 수 있듯이 놀이규칙의 변개를 통해 민중적 처지에 입각해서 집권자를 풍자하고 그들의 권력획득 과정과 정치형태를 비판적으로 인식할 수 있는 양식으로 삼기도 하였다.

## 화투 패의 특징

### 패의 구성
화투는 48장으로 4장씩 12달을 상징하기 때문에 12가지 그림이 있다. 1월부터 12월까지에 해당하는 그림이 각각 4장씩 짝을 이루고 있다. 1월은 송학(松鶴;솔), 2월은 매조(梅鳥), 3월은 벚꽃, 4월은 흑싸리, 5월은 난초(蘭草), 6월은 모란(牡丹), 7월은 홍싸리, 8월은 공산(空山;공산명월), 9월은 국진(菊진), 10월은 단풍(丹楓), 11월은 오동(梧桐), 12월은 비(雨)로 되어 있다. 그림에 따라서 광(光)이라는 글자가 새겨져 있는 20끗짜리, 주로 동물이 그려진 10끗짜리, 띠 모양 종이가 그려진 5끗자리, 그리고 끗수가 없는 홑껍데기 등 네 가지로 나눈다.
한국에서는 12월의 붉은색 피와 오동의 색깔 다른 피 그리고 국화 끗패를 ‘쌍피’라 부르며 2장짜리 피로 취급하지만, 게임 규칙에 따라 보통의 피로 취급하는 경우도 있다. 보통 화투 묶음에는 추가적으로 피 2장짜리 쌍피 또는 피 3장짜리 삼피 등의 보너스 패(서비스 패,Extra cards)가 함께 포함되어 있어 이를 이용해 다양한 추가 규칙을 만들 수 있다.

### 패의 종류
| 달   | 명칭 | 명칭                 | 패 | 패 | 패   | 패 | 패 | 패 |
| 달   | 한국 | 일본                 | 피 | 피 | 쌍피 | 단 | 끗 | 광 |
| ---- | --- | -------------------- | -- | -- | ---- | -- | -- | -- |
| 1월  | 송학(松鶴) | 마츠(松, 소나무)     |    |    |      |    |    |    |
| 1월  | 광에는 두루미와 태양이 그려져 있다. |                      |    |    |      |    |    |    |
| 2월  | 매조(梅鳥) | 우메(梅, 매화나무)   |    |    |      |    |    |    |
| 2월  | 끗에는 섬휘파람새가 그려져 있다. |                      |    |    |      |    |    |    |
| 3월  | 벚꽃, 사쿠라 | 사쿠라(桜, 벚나무)   |    |    |      |    |    |    |
| 3월  | 광에는 만마쿠(幔幕)가 그려져 있다. 휘장. 식장 등에 길게 둘러치는 장막이다. |                      |    |    |      |    |    |    |
| 4월  | 흑싸리, 싸리 | 후지(藤, 등나무)     |    |    |      |    |    |    |
| 4월  | 원래는 등나무(藤)이지만, 홍싸리와 모양이 비슷하고 색깔이 검은색이라 흑싸리로 불리는 경우가 많다. 원래 그림 형태도 나무가지가 위에서 아래로 가게 하는 것이 정석이다. 끗에는 두견새가 그려져 있다. |                      |    |    |      |    |    |    |
| 5월  | 난초(蘭草) | 아야메(菖蒲, 창포)   |    |    |      |    |    |    |
| 5월  | 원래는 창포(菖蒲)다. 끗에는 야쓰하시(八橋)가 그려져 있다. 야쓰하시는 연못에 널빤지를 지그재그로 이어서 놓은 다리로, 일본식 정원에서 볼 수 있다. |                      |    |    |      |    |    |    |
| 6월  | 모란(牡丹) | 보탄(牡丹, 모란)     |    |    |      |    |    |    |
| 6월  | 끗에는 나비 두 마리가 그려져 있다. |                      |    |    |      |    |    |    |
| 7월  | 홍싸리(萩) | 하기(萩, 싸리)       |    |    |      |    |    |    |
| 7월  | 4월의 흑싸리(등나무)와 구분하기 위해 홍싸리로 불린다. 끗에는 멧돼지가 그려져 있다. |                      |    |    |      |    |    |    |
| 8월  | 공산(空山) | 스스키(芒, 억새)     |    |    |      |    |    |    |
| 8월  | 원래는 억새밭이고 특유의 무늬가 있었지만 한국 화투에서는 전부 검정으로 칠해진 채 나온다. 끗에는 기러기 3마리가, 광에는 달이 그려져 있다. |                      |    |    |      |    |    |    |
| 9월  | 국진 | 기쿠(菊, 국화)       |    |    |      |    |    |    |
| 9월  | 국준이라고도 한다. 표준어는 국진[菊-]이다. '진'은 한자 표기가 없다. 국화를 뜻하는 국(菊) 이외는 어원이 불명하며, 국준(菊俊), 국준(菊樽), 국진(菊眞) 등의 한자 표기가 검색되기도 하지만 모두 그 근거는 불확실하다. 끗에는 壽라고 쓰여있는 붉은색 술잔이 그려져 있다. 9월에 국화주를 마시던 풍습에서 유래한다. 끗패는 피로 쓰이기도 한다.   |                      |    |    |      |    |    |    |
| 10월 | 단풍 | 모미지(紅葉, 단풍)   |    |    |      |    |    |    |
| 10월 | 끗에는 사슴이 그려져 있다. |                      |    |    |      |    |    |    |
| 11월 | 오동 | 기리(桐, 오동나무)   |    |    |      |    |    |    |
| 11월 | 흔히 "똥", "동"으로 부른다. 일본에서는 12월에 놓는데, 이것은 오동을 뜻하는 키리(きり, 桐)가 '끝'을 뜻하는 키리(きり, 切り)와 같은 발음이기 때문이다. 광에는 봉황이 그려져 있다. |                      |    |    |      |    |    |    |
| 12월 | 비(雨) | 야나기(柳, 버드나무) |    |    |      |    |    |    |
| 12월 | 일본에서는 11월에 놓는다. 끗에는 제비가, 광에는 오노노 미치카제가 그려져 있다. 쌍피의 검은 색은 나생문이라고 하며 저승으로 가는 문을 말한다. 쌍피 뒷면의 문양은 저승 세계이며 번개가 떨어지는 모습으로 그려져 있다. 라쇼몬쪽에도 오니(鬼)의 발, 오니의 태고(太鼓)가 그려져있으나, 한국 화투에서는 완전히 검은색으로 칠해져 보이지 않는다. |                      |    |    |      |    |    |    |

### 하나후다와 차이
하나후다(はなふだ)는 전통적인 일본식 기법으로 제작하며 뽕나무 또는 닥나무 껍질을 벗기고 점토와 혼합하여 만든 화지를 여러 겹으로 겹쳐 판을 만든 후 위에 전통 일본식 인쇄법으로 인쇄한다. 하나후다(はなふだ)는 아직도 이러한 전통적인 기법으로 제작하는 곳이 대부분이다. 일본의 게임 회사인 닌텐도도 창립 초기에는 하나후다(はなふだ) 제작 회사로 출발하였으며, 이후 하나후다 사업 규모는 줄어들었지만 현재에서도 하나후다(はなふだ) 관련 카드들을 생산하고 있다. 화투의 크기는 보통 35mm x 53mm이며 약 1mm 두께의 딱딱한 플라스틱 재질로 만들어져 있다. 색깔은 붉은색이 가장 많지만 기타 다양한 색의 화투도 있다.
한국의 화투와 일본의 하나후다가 가지는 차이점은 다음과 같다.
- 패의 테두리와 뒷면이 화투는 붉은색인 반면, 하나후다는 검은색이다.
- 종이를 여러 겹으로 만드는 공정 특성상 하나후다의 두께는 화투의 2~3배 정도가 된다.
- 하나후다는 적색,흑색,녹색,황색,자색(보라색)의 5색을 사용하며 패의 그림이 복잡하고 상세한 반면, 화투는 녹색,자색의 2색이 제외되고 청색이 추가된 4색을 사용하며, 녹색은 흑색으로 자색은 청색으로 대체되었고, 패의 그림도 단순화되었다.
- 비광의 인물모습이 하나후다에서는 일본식 의상이었으나, 화투에서는 왜색으로 인해 중국식 의상으로 바뀌었다.
- 청단의 색깔이 하나후다는 보라색이나 화투는 청색이며 더불어 하나후다에는 없는 글씨로 '청단' 문구가 추가되었다. (이 문구는 1980년대 이후에 추가된 것으로 보인다.)
- 광이 하나후다에서는 따로 光표시를 명시하지 않았으나 화투에서는 光표시가 추가되었다.
- 홍단의 문구가 하나후다에서는 'あかよろし'(단, 벚꽃의 홍단은 'みよしの')가 표시되어 있으나, 화투에서는 '홍단'으로 통일되어 있다.

## 놀이의 종류
화투로 할 수 있는 게임의 목록은 다음과 같은 것이 있다.
| - 고스톱 - 민화투 - 월남뽕 - 섰다 - 도리짓고땡 | - 육백 - 코이코이 - 삼봉 - 나이롱뽕 - 곱새치기 |

## 화투점
화투점(花鬪占)은 화투장의 짝을 맞추어 운세를 알아보는 일을 가리킨다.

## 민화화투
이러한 한국의 화투는 1970년대를 전후해서 이후 단순화되어 동양적인 그림 수정과 흰색바탕과 검은색을 주로 사용하는 색채에서 초록색과 연한 분홍색을 첨가하는등 민화적인 요소가 가미된 민속화투에서 2000년대에 접어들면서 본격적으로 민화가 반영된 한국풍의 민화화투들이 뜻있는 미술가와 제작자들에 의해 만들어지기 시작했다.  독도화투나 제주화투등은 이러한 대표적인 민화화투로 전래된 화투와 함께 화투의 정체성과 시대성을 다양하게 포용하는 서민적인 정서를 잘 보여주고있다.

## 십장생과 사군자
화투에 등장하는 구름,학,소나무,해,달,사슴,물,돌,대나무(죽) 등은 동양의 십장생과 관련있는 십장생(十長生)의 주요 소재들이며 매,난,국,죽은  사군자(四君子)로 동양화에서, 매화ㆍ난초ㆍ국화ㆍ대나무를 그린 그림의 주요 소재이다. 고결함을 상징으로 하는 문인화의 대표적 소재이기도 하다. 이러한 화투속에서와 같은 십장생 그림과 사군자의 그림이 들어간 무늬들을 십장생문(十長生紋)과 사군자문(四君子紋)이라고 한다.

## 같이 보기
- 도박
- 카지노

## 참고 문헌
- 석복기 (2005년 3월 8일). “화투(花鬪)속에 담긴 의미”. 2015년 7월 4일에 원본 문서에서 보존된 문서. 2015년 4월 9일에 확인함.